# Megacormus gertschi
Espèce
Megacormus gertschi est une espèce de scorpions de la famille des Euscorpiidae.

## Distribution
Cette espèce est endémique du Mexique. Elle se rencontre au Veracruz, au Puebla, en Hidalgo, au Querétaro, au San Luis Potosí et dans le Sud du Tamaulipas.

## Étymologie
Cette espèce est nommée en l'honneur de Willis John Gertsch.

## Publication originale
- Díaz Nájera, 1966 : Alacranes de la Republica Mexicana, description de Megacormus gertschi n. sp. (Scorpionida: Chactidae). Revista del Instituto de Investigacion en Salud Publica, vol. 26, p. 263-276.